# Konica Minolta Business Solutions Deutschland
Die Konica Minolta Business Solutions Deutschland GmbH, Tochterunternehmen des Geschäftsbereichs Business Technologies von Konica Minolta in Japan. Der Firmensitz ist Langenhagen.
Die Firma ist als IT Solutions Provider ein Anbieter von Lösungen für die unternehmensweiten Druck- und Dokumentenworkflows im B2B-Bereich. Das Unternehmen bietet Pakete, die aus Beratung, Hard- und Softwarelösungen, Dienstleistungen sowie Services und Support bestehen. Das Angebot an Hardware umfasst Farb- und Schwarzweiß-Multifunktionssysteme und Laserdrucker der Marken Konica Minolta und Develop sowie digitale Produktionsdrucksysteme. Des Weiteren werden Lösungen in den Bereichen Print-Accounting, Dokumentenlogistik, Scan-Routing, OCR, Authentifizierung, und des Dokumenten-Managements sowie in der elektronischen Archivierung vermarktet.
2010 eröffnete  Konica Minolta mit Optimized Print Services (OPS) ein neues Geschäftsfeld im Bereich der Managed Print Services. Seit 2013 wird in diesem Bereich auch Prozessberatung, die herstellerunabhängige Analyse und Optimierung der dokumentenintensiven Geschäfts- und Informationsprozesse, angeboten.
Der Bereich Direct Sales besitzt fünf zielgruppenspezifische Kundensparten mit rund 350 Vertriebsmitarbeitern sowie 130 Consulting und Support Specialists an deutschlandweit über 20 Standorten. Hinzu kommen über 500 Servicetechniker sowie ein zentrales Experten-Team. Rund 350 Partner bilden den Bereich Indirect Sales.

## Geschichte

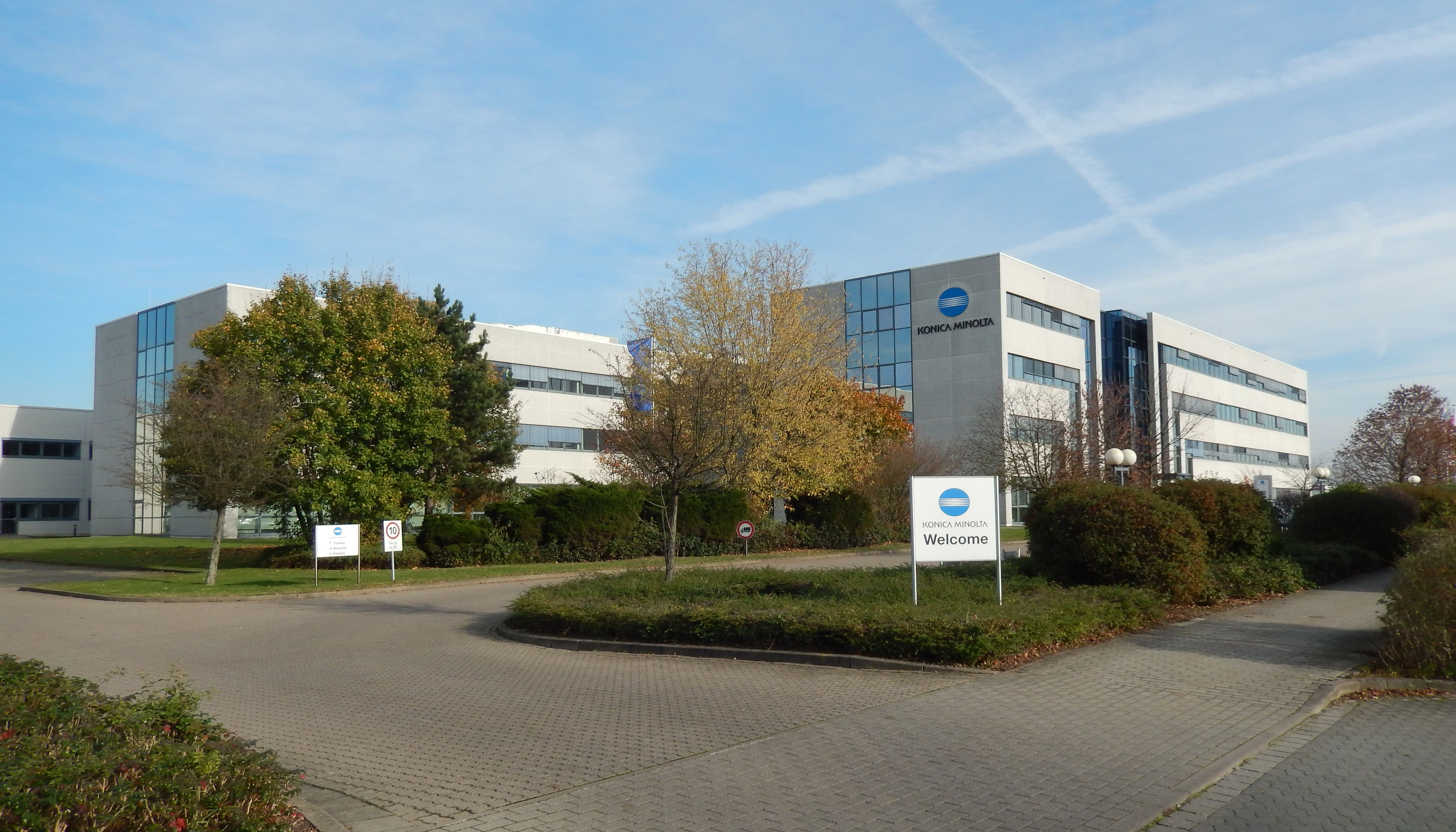
Firmensitz in Langenhagen-Godshorn

Die Minolta Camera Handelsgesellschaft m.b.H wurde 1965 in Hamburg gegründet. 1973 wurde die deutsche Vertriebs- und Dienstleistungseinheit Konica Business Machines Deutschland GmbH ebenfalls in Hamburg gegründet. Seit der Fusion der Konica Corporation und der Minolta Co., Ltd. 2003 zur Konica Minolta firmiert das Unternehmen unter der Konica Minolta Business Solutions Deutschland GmbH mit Sitz in Langenhagen bei Hannover. Zur Geschichte der 2012 eingegliederten Develop GmbH siehe dort.

## Struktur
Die Konica Minolta Business Solutions Deutschland GmbH ist eine 100 % Tochter des Geschäftsbereichs Business Technologies Business von Konica Minolta, Inc. mit Sitz in Tokio, Japan.
Das Unternehmen mit Sitz in Langenhagen leiten die Geschäftsführer Joerg Hartmann (President Konica Minolta Business Solutions Deutschland & Austria) und Kenichiro Fukasawa (President Konica Minolta Business Solutions Deutschland & Austria). Mit rund 43.300 Mitarbeitern weltweit (Stand Juni 2016) erzielte Konica Minolta Inc. im Geschäftsjahr 2015/2016 einen Nettoumsatz von über sieben Milliarden Euro.

## (Kurzdefinition) Geschäftsbereiche
Die Konica Minolta Business Solutions Deutschland GmbH agiert im Geschäftssegment IT Solutions, Bürokommunikationssysteme sowie dem digitalen Produktionsdruck und bietet Dienstleistungen und Produkte für das Druck- und Dokumentenmanagement an. Die Lösungen für den Druckworkflow richten sich an den B2B-Bereich und umfassen Kombinationen aus Beratung, Hard- und Softwarelösungen, Dienstleistungen und Support.
Industrieller Inkjet ist ein weiterer Bereich, der als Industrial Printing bezeichnet wird.
Zudem technische Produkte im medizinischen Bereich.

## Strategische Geschäftsfelder
Als Projekt- und Lösungsexperte eröffnete Konica Minolta 2010 mit Optimized Print Services ein neues strategisches Geschäftsfeld im Bereich der "Managed Print Services". 2005 trat das Unternehmen in den Markt des professionellen digitalen Produktionsdrucks (Production Printing) ein. Seit 2003 ist Konica Minolta Business Solutions Deutschland Marktführer im Gesamtmarkt der Farbmultifunktionssysteme, 2011, 2012, 2013 und 2014 auch beim digitalen Produktionsdruck (infoSource, Marktforschungsinstitut, Genf, Schweiz).

## Produkte
- Laserdrucker
- Multifunktionssysteme (MFP) / All-in-Ones
- Produktionssysteme für die digitale Druckindustrie
- Software/Lösungen
- Verbrauchsmaterialien/Ersatzteile

Software/Lösungen gliedern sich in folgende Einsatzbereiche:
- Document Capture & Distribution
- Content Management
- Connectivity
- Accounting & Output Management
- Device Management
- Output & Forms Management
- Variable Data Printing
- Workflow Management
- Augmented Reality Anwendungen[6]
- Remote Video Support[7]

Services:
- Full-Services vor Ort über den gesamten Produkt- und Lösungslifecycle werden zu den meisten Hardware- und Lösungsprodukten angeboten.

## Konica Minolta Academy
Mit der "Konica Minolta Academy" betreibt das Unternehmen Kompetenzzentren in Langenhagen, Düsseldorf, Frankfurt a.M. und Solingen, welche interne technische und vertriebsorientierte Schulungen anbieten. Für Kunden hält die Academy Key Operator-Trainings und moderierte Vorführungen sowie Veranstaltungen zum Thema Produktionssysteme und Lösungen vor. Zusätzlich werden web-basierte Trainings für die bizhub-Systeme angeboten.